# Levi Twiggs
Levi Twiggs (* 23. Mai 1793 in Richmond County, Georgia; † 13. September 1847 in Mexiko-Stadt) war ein US-amerikanischer Offizier in den United States Marine Corps (USMC) während des Britisch-Amerikanischen Krieges, des Seminolenkrieges und des Mexikanisch-Amerikanischen Krieges.

## Werdegang
Twiggs erhielt am 10. November 1813 sein Offizierspatent zum Second Lieutenant. Er diente dann im Verlauf des Britisch-Amerikanischen Krieges am Bord der President, einer schweren Fregatte der US-Navy. Am Morgen des 15. Januar 1815 traf die Fregatte auf das britische Blockadegeschwader aus Razee Majestic (54 Kanonen) und den Fregatten Endymion (40 Kanonen), Pomone und Tenedos (beide 38 Kanonen). Nach einer längeren Verfolgungsjagd gelang es der Endymion, zur President aufzuschließen und mehrere Breitseiten in deren Heck zu feuern, die erhebliche Schäden anrichteten und Verluste unter der Mannschaft verursachten. Die Amerikaner konnten nicht zurückschießen, ohne den Kurs zu ändern und damit die Chancen auf ein Entkommen zu verringern, weshalb Decatur Kurs halten ließ und das Feuer der gegnerischen Fregatte nicht beantwortete. Nach einer halben Stunde wurden die Verluste und Schäden jedoch so schwerwiegend, dass sich Decatur gezwungen sah, den Kampf aufzunehmen. Es gelang zwar, die leichter gebaute und bewaffnete Endymion schwer zu beschädigen und zum Abdrehen zu zwingen, gegen 23 Uhr wurde die President aber von der Pomone eingeholt, die zwei präzise und wirksame Breitseiten in das amerikanische Schiff feuerte. Da die Tenedos ebenfalls näher kam und ein Entkommen unmöglich war, strich Decatur die Flagge und ergab sich den Briten. Seine Besatzung hatte 35 Tote und 70 Verwundete zu beklagen. Twiggs wurde auf Bermuda inhaftiert und kam erst frei, als die Nachricht vom Vertrag von Genf die Insel erreichte. Zwei Dekaden später nahm Twiggs 1836 und 1837 an den Seminolenkriegen in Florida und Georgia teil. Als dann der Krieg mit Mexiko ausbrach, verlangte Major Twiggs aktiv an den Kampfhandlungen teilzunehmen und wurde dem Marinebataillon zugeteilt, das im Juni 1847 New York City verließ. Er fiel am 13. September 1847 durch feindliches Feuer, als er einen Angriff auf Chapultepec anführte, vor Mexiko-Stadt.

## Ehrungen
Zwei Schiffe, USS Twiggs, wurden nach ihm benannt.
| Personendaten    | Personendaten              |
| ---------------- | -------------------------- |
| NAME             | Twiggs, Levi               |
| KURZBESCHREIBUNG | US-amerikanischer Offizier |
| GEBURTSDATUM     | 23. Mai 1793               |
| GEBURTSORT       | Richmond County, Georgia   |
| STERBEDATUM      | 13. September 1847         |
| STERBEORT        | Mexiko-Stadt               |